# Albert Bruce Jackson
Pour les articles homonymes, voir Jackson.
 (juin 2019).
Si vous disposez d'ouvrages ou d'articles de référence ou si vous connaissez des sites web de qualité traitant du thème abordé ici, merci de compléter l'article en donnant les références utiles à sa vérifiabilité et en les liant à la section « Notes et références ».
Albert Bruce Jackson est un botaniste britannique, né le 14 février 1876 à Newbury, Berkshire et mort le 14 janvier 1947 à Kew.

## Biographie
Albert Bruce Jackson est assistant aux Jardins botaniques royaux de Kew de 1907 à 1910, puis technicien-assistant à l’Imperial Institute de Londres de 1910 à 1932, puis bénévole comme spécialiste des conifères de 1932 à 1947 au British Museum.
Jackson assiste Henry John Elwes (1846-1922) et Augustine Henry (1857-1930) dans la préparation des Trees of Great Britain and Ireland (de 1906 à 1913). Il fait paraître des études sur les collections d’arbres de Syon House (1910), Yattenden Court (1911), Albury Park (1913) Westonbirg (1927), Borde Hill (1935).
Avec William Dallimore (1871-1959), il fait paraître Handbook of Coniferae (1923, quatrième édition en 1966) et avec Henry William Clinton-Baker Illustrations of New Conifers. Il est aussi l’auteur d’Identification of Conifers (1946).

## Publications
(Liste partielle)
- Avec William Dallimore A Handbook of Coniferae, 1923
- Identification of Conifers, 1946